# الريدة (المحويت)

تعديل مصدري - تعديل

الريدة هي إحدى قرى عزلة قبلة خديف بمديرية المحويت التابعة لمحافظة المحويت، بلغ تعداد سكانها 309 نسمة حسب تعداد اليمن لعام 2004.